# Herb gminy Ulhówek
Herb gminy Ulhówek – jeden z symboli gminy Ulhówek, ustanowiony 31 sierpnia 2012.

## Wygląd i symbolika
Herb przedstawia na tarczy w polu złotym postać świętego Jana Chrzciciela (patrona parafii w Rzeplinie), ubranego w brązową szatę i z krzyżem na ramieniu, wspierającego się o tarczę z herbem Prawdzic.